# Ночь длинных ножей
«Ночь дли́нных ноже́й» (нем. Nacht der langen Messer), также известна как Путч Рёма (нем. Röhm-Putsch) — расправа Гитлера с руководством штурмовых отрядов СА 30 июня 1934 года. Кодовое название — опера́ция «Коли́бри» (нем. Unternehmen Kolibri). Национал-социалистическая пропаганда представила эту операцию как превентивную меру против якобы готовившегося путча штурмовиков во главе с Эрнстом Рёмом.

## Предпосылки
Уже через несколько месяцев после «национальной революции» (назначения 30 января 1933 года Адольфа Гитлера рейхсканцлером) в рядах штурмовых отрядов стало расти недовольство. Всё более распространённым становилось мнение о предательстве Гитлера и необходимости второй «истинно социалистической» революции под руководством Грегора Штрассера и Эрнста Рёма. Именно штурмовиков готовили для свержения Веймарской республики вооружённым путём. Именно они явились главной силой Пивного путча в 1923 году. К началу 1933 года их число возросло до 600 тысяч человек, а к концу — до трёх миллионов. Они были вооружены винтовками и пулемётами. Их вождём был Рём, а не Гитлер. Придя к власти конституционными методами, НСДАП не знала, что делать со штурмовыми отрядами (СА). Перед ними ставилась задача воспитания молодёжи. Предполагалось слияние рейхсвера со штурмовыми отрядами и последующее создание национал-социалистической народной армии.
Рём предполагал, что эта армия будет создана на основе СА, а он её возглавит. Однако офицеры рейхсвера не признавали Рёма, и между руководством СА и рейхсвером развернулась борьба за власть в будущей народной армии.
Преимущество в этой борьбе было поначалу на стороне Рёма, так как у него была в распоряжении группировка, многократно превосходящая по численности рейхсвер. В составе СА было пять армий и 18 корпусов, во главе со штабом из бывших офицеров. В СА была введена уставная дисциплина по армейскому образцу. Поэтому военные видели в СА источник для первоначального пополнения своих рядов после снятия версальских ограничений на германскую регулярную армию. И хотя рейхсвер и СА объединились по приказу Гитлера, до полного единства было ещё далеко. В то время как Рём собирался включить рейхсвер в состав штурмовых отрядов, генерал фон Райхенау планировал, в свою очередь, пополнить армию годными к строевой службе штурмовиками, а самого Рёма оставить не у дел. Он предложил, чтобы СА создали пограничную охрану на границе с Польшей по милиционным принципам, а также с помощью рейхсвера осуществляли допризывную подготовку.

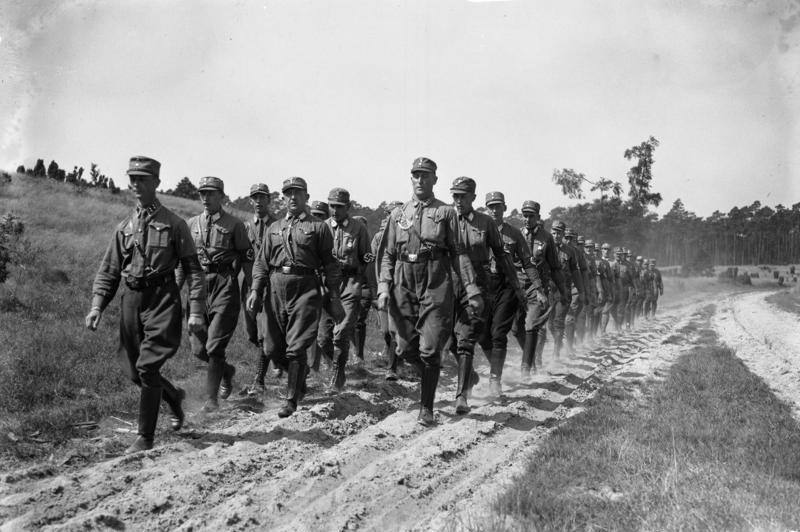
Учебный марш курсантов Имперской школы подготовки руководящего состава СА. Имперская школа в замке Харнекоп под Вриценом (Бранденбург), 1932

В мае 1933 года было достигнуто соглашение между СА и рейхсвером о подчинении СА, СС и организации «Стальной шлем» военному министерству. Обергруппенфюреру СА Фридриху Вильгельму Крюгеру поручалось ежегодно готовить с помощью рейхсвера 250 тыс. штурмовиков, а Рёму — вовлечь в СА военизированные подразделения правых партий, в первую очередь — «Стальной шлем». Фон Райхенау предполагал, что после слияния со «Стальным шлемом» в СА Рём и его сторонники окажутся в меньшинстве. Однако его расчёты не оправдались: в штурмовые отряды были приняты только 314 тыс. членов «Стального шлема», а отряды были разделены на три части во главе с активными членами СА. После этого Рём, заявляя о 4,5 млн сторонников, потребовал руководящих постов в пограничной охране и контроля над военными складами в Восточной Германии.
В ответ руководство рейхсвера объявило об отказе от милиционного принципа комплектования армии и переходе с декабря 1933 года на всеобщую воинскую повинность. В свою очередь, Рём, будучи министром без портфеля и опираясь на позицию Франции о необходимости формирования армии в Германии по милиционному принципу, вступил в контакт с французским военным атташе в Берлине, а в феврале 1934 года направил свои требования в письменной форме руководству рейхсвера. Генерал-полковник фон Бломберг вынужден был констатировать на одном из совещаний:

Рём считает, что оборона страны должна быть прерогативой СА, рейхсверу же следует поручить функции осуществления допризывной военной подготовки.
Фон Бломберг обратился к Гитлеру, который уклонялся от принятия решения. Не желая отказать своему старому боевому товарищу, Гитлер пытался примирить враждующие стороны. 28 февраля 1934 года он пригласил руководство СА и рейхсвера в зал заседаний военного министерства и призвал их сохранить мир. Бломберг и Рём подписали соглашение, по которому рейхсвер объявлялся защитником рейха, а СА обязалась вести допризывную и резервистскую подготовку. На следующий день в штаб-квартире Рёма состоялась церемония примирения. Но едва церемония закончилась, Рём заявил:

То, о чём объявил этот ефрейтор, нас не касается. Я не собираюсь придерживаться соглашения. Гитлер вероломен и должен отправиться, по крайней мере, в отпуск. Если он не с нами, то мы сделаем своё дело и без Гитлера.
Командующий армией СА в Ганновере Виктор Лютце посчитал подобные речи признаком государственной измены и доложил об этом Рудольфу Гессу, а после того, как убедился, что тот ничего не предпринимает — непосредственно Гитлеру. Реакция Гитлера была вялой:

Надо обождать и посмотреть, как будут развиваться события.
Не получив от Гитлера внятного ответа, Лютце обратился к генерал-майору фон Райхенау и показал ему проект своего письма на имя Рёма о недопустимости ведения кампании против рейхсвера. Фон Райхенау, уже ведший в то время тайные переговоры с Гейдрихом о физической ликвидации руководства СА, поблагодарил Лютце, а после того, как тот ушёл на приличное расстояние и не мог слышать его слова, сказал одному из приближённых офицеров:

Лютце не опасен, тем более, что он может стать начальником штаба.

## Подготовка
В конце апреля 1934 года началась подготовка к расправе над руководством штурмовиков. В то время как Гиммлер объезжал подразделения СС и морально готовил личный состав к предстоящему выступлению, Гейдрих собирал информацию, которая могла бы доказать Гитлеру и германскому генералитету «преступные замыслы» Рёма. В этом ему помогали обергруппенфюрер СА Фридрих Вильгельм Крюгер, бывший также унтерштурмфюрером СС, почётный фюрер СА Фридрих Граф, генерал-лейтенант Вильгельм Адам. Но полученная информация свидетельствовала лишь о нескольких складах вооружения и недовольных высказываниях некоторых фюреров СА. И не было ничего, что бы свидетельствовало о подготовке выступления. Более того, Рём сообщал в правоохранительные органы об антиправительственных высказываниях, в том числе и бывшего канцлера Курта фон Шлейхера.
У штурмовиков не было намерения устраивать путч или неповиновение. Зажигательные речи Рёма о необходимости «второй революции национал-социализма» имели своей целью лишь оказание давления на Гитлера, чтобы он стал более сговорчивым. Однако окружающие воспринимали эти выступления как руководство к действию. Офицеры рейхсвера были согласны с начальником Абвера капитаном 1 ранга Конрадом Патцигом, который считал, что целью СА является вытеснение рейхсвера. Поэтому генерал фон Райхенау, увидев в Гейдрихе единомышленника, предоставил ему казармы, оружие и транспорт для проведения операции.
Подготовка шла полным ходом. Уже в начале июня под руководством оберфюрера СС Теодора Эйке проводилась практическая отработка действий с переброской в Мюнхен, Лехфельд и Бад-Висзе. Мобилизация была проведена в Баварии, Берлине, Силезии и Саксонии, которые Гейдрих считал местами наиболее вероятных столкновений.
Затем очередь дошла и до составления списков. Гейдриху пришла идея о том, что устранить можно не только руководство штурмовых отрядов, но и противников нового режима. При составлении списков стали возникать коллизии: кандидатура, включённая одним составителем, исключалась другим. Так, Геринг добился исключения из расстрельных списков бывшего начальника прусского гестапо Дильса, который сам составлял свой список; Гейдрих настаивал на ликвидации обергруппенфюрера СА Августа Шнайдхубера, против чего был шеф баварской СД Вернер Бест.
Однако осуществление плана оказалось под угрозой. 4 июня после многочасовой беседы Гитлера и Рёма было принято решение отправить с 1 июля всех штурмовиков в месячный отпуск, а 8 июня в «Фёлькишер Беобахтер» было опубликовано официальное сообщение о том, что Рём по состоянию здоровья пройдёт курс лечения в Бад-Висзе, после чего вернётся к выполнению своих обязанностей. Руководство рейхсвера восприняло это как признание Рёмом своего поражения. Гейдрих был в панике, поскольку находящихся в отпуске штурмовиков нельзя было обвинить в организации государственного переворота. Тем временем всё было готово, осталось только выяснить отношение Гитлера.
А Гитлер был не против, занимая при этом двойственную позицию: с одной стороны, он поддерживал штурмовиков, а с другой — идея роспуска СА его устраивала. Но он не мог ни потребовать самороспуска, ни даже отказать Рёму в выполнении его требований. В таких случаях Гитлер обычно делал так, что его проблемы решал кто-то другой: он отсылал Рёма к министру финансов графу Шверину фон Крозигу, зная, что тот наверняка откажет. Поэтому когда Геринг, Гиммлер и Гейдрих заявили, что смогут решить проблему, Гитлеру эта идея понравилась. Дальнейшие события укрепили его уверенность в правильности выбора.
17 июня вице-канцлер фон Папен в выступлении перед студентами Марбургского университета раскритиковал лиц, «действующих своекорыстно, бесхарактерно, неискренне, и не по-рыцарски, нагло прикрываясь лозунгами немецкой революции». В его речи прозвучали слова «смешение понятий», «жизненная необходимость», «жестокость», «ни один народ не в состоянии постоянно поддерживать восстание в низах», «методы террора, применяемые властями рейха», «необходимость принятия решения, будет ли новая немецкая империя христианской или же окажется под влиянием сектантства и полурелигиозного материализма». Эта речь продемонстрировала, что консервативная буржуазия находится в оппозиции к национал-социалистам. Гитлер начал опасаться союза штурмовиков и буржуазии.
Вскоре эти опасения подтвердились. Гестапо сообщило, что Вернер фон Альвенслебен, управляющий «Союза по защите западноевропейской культуры», выдвинул кандидатуру сына кайзера Вильгельма II — группенфюрера СА принца Августа Вильгельма Прусского — в качестве преемника фон Гинденбурга на посту рейхспрезидента. Существовала вероятность, что генералитет поддержит принца.
Гитлер, надеявшийся после смерти фон Гинденбурга объединить посты президента и канцлера и стать фюрером и рейхсканцлером, нанёс 21 июня визит рейхспрезиденту в его резиденции Нойдек, чтобы лично проверить состояние здоровья и определить, сколько времени у него осталось для решения вопроса о власти. На лестнице он встретил фон Бломберга, который сказал ему:

Необходимо срочно восстановить внутренний мир в рейхе. Радикализму не место в новой Германии.
Тем самым он дал понять, что условием поддержки рейхсвера является устранение Рёма. На обратном пути в Берлин Гитлер принял окончательное решение о проведении «Ночи длинных ножей».

## Проведение

### 22 июня
Гитлер вызвал к себе Виктора Лютце, который позже написал:

Фюрер принял меня сразу же, провёл в свой кабинет, пожал руку и попросил поклясться о молчании до завершения дела. Фюрер сказал, что знает о моей непричастности ко всему этому, и приказал не подчиняться более приказам из Мюнхена, а выполнять только его личные распоряжения.
«Дело», о котором говорил Гитлер, состояло в физическом устранении Рёма, так как на одном из совещаний под его руководством было принято решение вооружить штурмовиков и направить их против рейхсвера с целью устранить его влияние на Гитлера.
В тот же день Гиммлер сообщил командующему территориальным округом СС «Центр» барону Карлу фон Эберштайну о подготовке штурмовиками государственного переворота, приказал связаться с командующим военным округом и привести в боевую готовность все подразделения СС.

### 24 июня
Командующий сухопутными войсками генерал фон Фрич распорядился принять меры предосторожности в связи с готовящимся мятежом штурмовиков.

### 25 июня
Гитлер сообщил фон Бломбергу, что собирается вызвать руководителей штурмовиков на совещание к Рёму в Бад-Висзе, арестовать их и «рассчитаться» с каждым лично. Фон Райхенау распорядился исключить Рёма из Союза немецких офицеров. Рудольф Гесс выступил с речью по радио:

Горе тем, кто нарушит верность, считая, что окажет услугу революции поднятием мятежа! Адольф Гитлер — великий стратег революции. Горе тем, кто попытается вмешаться в тонкости его планов в надежде ускорить события. Такие лица станут врагами революции.
Геринг же в своей очередной речи сказал:

Кто нарушит доверие Гитлера — совершит государственное преступление. Кто попытается его разрушить, разрушит Германию. Кто же совершит прегрешение, поплатится своей головой.

### 27 июня
Йозеф Дитрих посетил начальника орготдела рейхсвера с просьбой выделить оружие «для выполнения секретного и очень важного задания фюрера», а Гиммлер вызвал руководителей территориальных округов СД и приказал внимательно следить за начальствующим составом СА, докладывать обо всём подозрительном в главное управление СД.
Перед Дитрихом была поставлена задача выдвинуться в Баварию, соединиться с подразделением Эйке и нанести внезапный удар по руководству штурмовиков. По железной дороге он должен был добраться до Ландсберга-на-Лехе, затем на выделенном рейхсвером автотранспорте — до Бад-Висзе.
Чтобы рассеять последние сомнения, Гейдрих направил в адрес Гитлера и военного министерства большое количество сфабрикованных документов СА, в которых речь шла о планировании расправы над руководством рейхсвера. В подразделения рейхсвера на местах также направлялись провокаторы, одетые в форму штурмовиков. Однако Гитлер ещё не до конца определился относительно дальнейшей судьбы Рёма. Он то хотел «рассчитаться» с ним, то уволить с занимаемой должности, то просто поговорить по-мужски и решить все проблемы во взаимоотношениях. Эти колебания нервировали Геринга, Гиммлера и Гейдриха. Они искали способ лишить Гитлера возможности влиять на ход событий.

### 28 июня
Утром Гитлер вместе с Герингом вылетел в Эссен на свадьбу гауляйтера Тербовена. Лютце записал в дневник по этому поводу:

У меня сложилось впечатление, что определённые круги заинтересованы в том, чтобы ускорить осуществление «дела» именно в то время, когда фюрер может судить о происходящем лишь по телефону.
Гитлер уже был на свадьбе, как ему позвонил Гиммлер и сообщил о подозрительных действиях штурмовиков. Гитлер сразу же вернулся к себе в гостиницу «Кайзерхоф», вызвал к себе ближайших сотрудников, в том числе Геринга и Лютце. Через некоторое время в гостиницу прибыл из Берлина Пауль Кёрнер, статс-секретарь министерства внутренних дел Пруссии и ближайший помощник Геринга, с письменным донесением от Гиммлера, из которого следовало, что СА вот-вот начнёт восстание по всей стране. Донесение произвело на Гитлера неизгладимое впечатление:

С меня довольно. Необходимо дать наглядный урок зачинщикам.
Тут же он приказал Герингу и Кёрнеру вернуться в Берлин и далее действовать по его распоряжениям.
Затем Гитлер приступил к осуществлению плана собрать высшее руководство СА в Бад-Висзе и «рассчитаться с каждым лично». Он позвонил Рёму, сообщил, что в Рейнской области штурмовики грубо обошлись с иностранным дипломатом, и потребовал, чтобы все собрались для разговора начистоту. Встречу Гитлер назначал 30 июня в 11:00 в апартаментах Рёма. На ней должны были присутствовать все обергруппенфюреры, группенфюреры и инспекторы СА.

### 29 июня
Утром Геринг поднял по тревоге лейбштандарт «Адольф Гитлер» и полицейскую группу «Генерал Геринг». Также он составил и передал Гейдриху в опечатанном виде письмо. Тот передал письмо унтерштурмфюреру СС Эрнсту Мюллеру в главное управление СД и приказал отправить его в адрес командующего округа СС «Юго-восток». В письме было написано:

Рейхсканцлер объявил чрезвычайное положение в стране и передал все властные полномочия в Пруссии премьер-министру Герингу. А он передаёт все исполнительные права в Силезии группенфюреру СС Удо фон Войршу, командующему этим округом.
В частях СС и рейхсвера была объявлена боевая тревога.
Гитлер перебрался в гостиницу «Дрезден» в Бад Годесберге и в 15:00 провёл радиопереговоры с военным министерством.
Обергруппенфюрер СА фон Крауссер, на которого Рём возложил исполнение обязанностей на время своего отпуска, незадолго до казни рассказал сидевшему с ним в одной камере группенфюреру СА Карлу Шрайеру о разговоре в этот день с Гитлером. Шрайер потом записал в своём дневнике:

Гитлер сказал ему, что хотел бы воспользоваться совещанием в Висзе, чтобы основательно поговорить с Рёмом и другими руководителями штурмовиков и устранить все разногласия и недоразумения. При этом он даже высказал сожаление, что мало заботился о старых боевых товарищах, а о Рёме говорил умиротворённо, считая, что тот должен оставаться на своём посту.
В 20:00 к Гитлеру прибыл Йозеф Дитрих, получивший приказание отправиться в Мюнхен. Доложив о своём прибытии, Дитрих получил новое приказание: прибыть в Кауферинг, небольшую железнодорожную станцию вблизи Ландсберга-на-Лехе, встретить там подчинённый личный состав и отправиться в Бад-Висзе.
Гитлер также получил два донесения Гиммлера. В первом из них говорилось, что штурмовики в Берлине будут подняты 30 июня в 16:00 по тревоге, а в 17:00 начнут захват правительственных зданий. Во втором, переданном лично гауляйтером и министром внутренних дел Баварии Адольфом Вагнером, говорилось о бесчинствах штурмовиков в Мюнхене. И то, и другое сообщения были неправдой. Берлинские штурмовики находились в увольнении, а их руководитель Карл Эрнст отправился в Бремен, чтобы отплыть на Тенерифе. Что же касается Мюнхена, то здесь штурмовики были вызваны к местам сбора анонимными записками: «Рейхсвер против нас», и вскоре были отпущены командирами домой.
Гитлер, под влиянием этих сообщений, решил немедленно отправиться в Бад-Висзе и «рассчитаться» с Рёмом.

### 30 июня
В 2 часа ночи Гитлер прибыл на боннский аэродром Хангелар, сел в Ю-52 вместе с сопровождающими и отбыл в Мюнхен.
Сразу по приземлении в мюнхенском аэропорту Обервизенфельд Гитлер подбежал к двум офицерам рейхсвера, вызванным им по радио, пройдя мимо встречавших его руководителей СА и НСДАП. Затем он сказал: 

Это самый чёрный день в моей жизни. Но я поеду в Бад-Висзе и учиню строжайший суд. Вызовите генерала Адама.
В Мюнхене Гитлер арестовал руководителя местных СА Шнайдхубера и группенфюрера СА Вильгельма Шмидта, после чего отправился в Бад-Висзе.
В 6:30 Гитлер был уже на месте. Войдя в гостиницу, Гитлер сразу же поднялся в номер Рёма. Вот как описывает арест Виктор Лютце:

Гитлер стоял у двери комнаты Рёма. Один из полицейских постучал и попросил открыть по срочному делу. Через некоторое время дверь приоткрылась и сразу же была широко распахнута. В дверь прошёл фюрер с пистолетом в руке и назвал Рёма предателем. Приказав тому одеться, объявил об аресте.
Тут же Гитлер подбежал к следующей двери и стал в неё стучать. Дверь открылась, показался обергруппенфюрер СА Эдмунд Хайнес. В комнате находился ещё один мужчина, что дало повод Геббельсу заявить:

Нашим глазам представилась картина столь отвратительная, что вызвала состояние рвоты.
Лютце заскочил в комнату проверить, нет ли там оружия. На мольбу Хайнеса: «Лютце, я ничего не сделал. Помогите мне!» — он смущённо ответил: «Я не могу ничего сказать, а тем более что-то сделать».
Были арестованы все находившиеся в гостинице штурмовики, которых вскоре отправили в мюнхенскую тюрьму «Штадельхайм». Незадолго до отъезда Гитлера произошла накладка: из Мюнхена прибыл грузовик с вооружённой охраной Рёма — штабсвахе. Это был один из самых напряжённых моментов операции — бойцы из штабсвахе составляли личную гвардию Рёма, и готовы были защищать своего руководителя любой ценой. Штурмовики вылезли из грузовика и в недоумении встали перед пансионатом. Гитлер вышел вперёд и приказал: «Я ваш фюрер, вы подчиняетесь мне, возвращайтесь в Мюнхен, и ждите дальнейших указаний». Штурмовики отъехали, но остановились недалеко от озера, так как им показалось странным появление самого фюрера в окружении солдат из СС, да ещё и в столь ранний час. Поэтому Гитлеру пришлось добираться в Мюнхен окружным путём через Роттах-Эгерн и Тегернзее.
В 9:00 Гитлер вернулся в Мюнхен. По его сигналу Геббельс передал по телефону Герингу кодовое слово «колибри». Сразу же были подняты по тревоге подразделения СС, были распечатаны конверты с расстрельными списками, и по Германии прокатилась волна террора.
Гитлер был в бешенстве. Он потребовал от фон Эппа предания Рёма суду военного трибунала. Тот был шокирован поведением Гитлера и после его ухода только смог сказать своему адъютанту: «Сумасшедший».
В 11:30 Гитлер выступил перед неарестованными руководителями штурмовиков. Вот как группенфюрер Шрайер описал эту речь:

Не успел он открыть рот, как на губах его показалась пена, чего я ни у кого ни разу не наблюдал. Голосом, неоднократно прерывавшимся от возбуждения, фюрер стал рассказывать о происшедшем. Рём со своими приближёнными совершили самое большое вероломство в мировой истории… Рём, которого он поддерживал в самых различных ситуациях и был ему всегда верен, оказался предателем по отношению к нему, совершив государственную измену, собираясь его арестовать и убить. Он отдал бы Германию на растерзание её врагам… Франсуа Понсе (французский посол), один из главных действующих лиц, вручил Рёму, всегда нуждавшемуся в деньгах, 12 миллионов марок в качестве взятки… Рём с его заговорщиками будут наказаны в показательном порядке: он приказал их всех расстрелять. Первая группа — Рём, Шнайдхубер, Шмидт, Хайнес, Хайдебрек и граф Шпрети будут расстреляны уже сегодня вечером.

В 12:30 прибыл Дитрих. Свою задержку он объяснил мокрой дорогой, лопнувшим колесом и кончившимся бензином. Прибывшие с ним две роты лейбштандарта разместили в казарме сапёров. Самому Дитриху пришлось ждать три часа в комнате для адъютантов, пока не закончится совещание, на котором рассматривалась дальнейшая судьба руководства СА.
В 17:00 вышел Борман и вызвал Дитриха в зал заседаний. Там он получил от Гитлера приказ расстрелять лиц, список которых передал Дитриху Борман.
Взяв с собой команду, в составе которой были офицер и «шесть хороших стрелков, дабы избежать возможных осложнений», Дитрих прибыл в 18:00 в тюрьму, где содержались штурмовики. Там Дитрих потребовал выдать ему заключённых из списка. Но начальник тюрьмы Кох сначала позвонил министру юстиции Франку, а после того, как его не оказалось на месте, вступил в пререкания с Дитрихом, так как под списком не было подписи. Дитрих вернулся в Коричневый дом, где нашёл Адольфа Вагнера, который наложил резолюцию «Выдайте по приказу фюрера группенфюреру СС Дитриху лиц, которых он вам назовёт. Адольф Вагнер, министр».
Вернувшись в тюрьму, Дитрих застал там министра юстиции Франка, который хотел добиться соблюдения законности, но после звонка Гессу отказался от этой затеи. Вскоре шесть человек из списка были расстреляны во дворе тюрьмы.
В 22:00 вернувшийся из Мюнхена Гитлер сообщил Герингу и Гиммлеру, что Рём останется в живых, чем сильно огорчил их. Всю ночь с 30 июня по 1 июля они уговаривали Гитлера дать согласие на казнь Рёма.

### 1 июля
Ближе к полудню Гитлер, поддавшись уговорам, всё-таки принял решение о расстреле Рёма, но приказал Эйке взять с собой пистолет с одним патроном и предложить Рёму покончить с собой. Эйке вместе с штурмбаннфюрером СС Липпертом и группенфюрером СС Шмаузером в 18:00 прибыл в «Штадельхайм». Зайдя в камеру, Эйке сказал: «Ваша жизнь кончена. Фюрер даёт вам шанс подвести её итоги». Затем он положил на столик пистолет, последний номер «Фёлькишер Беобахтер», дал на размышление 10 минут и вышел. Так как выстрела не последовало, Эйке приказал надзирателю забрать из камеры Рёма пистолет. Когда Эйке и Липперт с пистолетами наизготовку открыли дверь, Рём стоял посреди камеры с разорванной на груди рубашкой. Эйке застрелил его.

### 2 июля
Весь вечер 1 июля и всю ночь в Мюнхене и Берлине продолжались расстрелы оставшихся штурмовиков. И вот в 4:00 очередь дошла до Шрайера. Его вывели из камеры, но потом вернули назад, так как автомобиль ещё не прибыл. Вот как Шрайер рассказал о том, что случилось позже:

Меня провели по лестнице к воротам, около которых стояла небольшая спортивная автомашина. Когда в неё сели двое вооружённых эсэсовцев, собирались посадить и меня. Но в этот момент появился огромный «мерседес», из которого выпрыгнул неизвестный мне штандартенфюрер СС, замахал руками и крикнул: «Стойте, стойте! На этом всё закончено. Фюрер дал слово Гинденбургу, что расстрелы будут прекращены».

Среди военных царила эйфория. Они с размахом отмечали победу над Рёмом. Но и здесь находились скептики, считавшие её пирровой.
Ротмистр в отставке Эрвин Планк, бывший госсекретарь имперской канцелярии, сказал фон Фричу:

Если вы будете спокойно и бездеятельно смотреть на подобное, то вас рано или поздно постигнет та же участь.

Фон Бломберг частично его поддержал: 

Войска не показали выдержки, которую следовало от них ожидать. Непристойно выражать радость, когда погибли люди.

## Жертвы
Выступая 13 июля в рейхстаге, Гитлер заявил, что расстрелян 61 мятежник, среди них 19 главарей штурмовиков, ещё 13 человек погибли «при сопротивлении аресту», и трое «покончили с собой» — всего 77 высокопоставленных нацистов. В документах Нюрнбергского трибунала в 1946 году указано, что на самом деле в ходе «Ночи длинных ножей» жертвами стали от 150 до 200 человек, причём большинство составляли члены НСДАП.
Были убиты следующие руководители СА:
- Эрнст Рём, начальник штаба СА;
- Август Шнайдхубер, начальник полиции Мюнхена, обергруппенфюрер СА;
- Юлиус Уль, штандартенфюрер СА;
- Ганс Хайн, депутат рейхстага, группенфюрер СА;
- Иоахим фон Шпрети-Вейльбах, граф, фюрер СА для особых поручений.

Многие жертвы не имели никакого отношения к СА, в частности:
- Грегор Штрассер, главный оппонент Гитлера в НСДАП;
- Курт фон Шлейхер, генерал и последний рейхсканцлер Веймарской республики (не скрывал своей личной неприязни к Рёму. Позже Геринг утверждал, что хотел только арестовать его, но гестапо поступило по-своему), погибла также и его жена;
- Густав фон Кар, начальник полиции Баварии, руководивший подавлением Пивного путча;
- Бернхард Штемпфле, знавший много личных секретов Гитлера;
- Эрих Клаузенер, влиятельный высокопоставленный чиновник прусского МВД и Министерства социального обеспечения, руководящий деятель политического католицизма Германии, непримиримый критик НСДАП;
- Фердинанд фон Бредов, генерал-майор, близкий соратник и доверенное лицо рейхсканцлера Курта фон Шлейхера, бывший руководитель абвера в Министерстве рейхсвера, заместитель министра обороны в кабинете фон Шлейхера;
- Антон фон Хоберг, барон, офицер рейхсвера и СС. Вступил в конфликт на почве соперничества со своим руководителем СС Восточной Пруссии Эрихом фон Бах-Зелевским;
- Эмиль Зембах, оберфюрер СС, бывший начальник штаба силезского округа СС;
- Петер фон Хейдебрек, группенфюрер СА, бывший командир фрайкора, фюрер СА Шлезии и Померании, депутат рейхстага (НСДАП);
- Вальтер Фёрстер, адвокат, участвовавший в процессе против национал-социалистов в Хиршберге в 1933 г.;
- вместо бывшего соратника Отто Штрассера врача Людвига Шмидта был схвачен музыкальный критик Вильгельм Эдуард Шмид, живший на другой улице; его семья позже получила из Дахау гроб, который было запрещено открывать;
- Герберт фон Бозе, чиновник из канцелярии Франца фон Папена;
- Эдгар Юлиус Юнг, немецкий юрист, политик и журналист;
- Фриц Герлих, журналист, бывший одним из главных представителей журналистского сопротивления против Адольфа Гитлера и нацизма.

## Выжившие
Но некоторым удалось спастись. Упомянутый выше Людвиг Шмидт спрятался с помощью тюремного вахмистра в тайнике в здании тюрьмы. Группенфюрер СА Зигфрид Каше смог убедить Геринга в своей невиновности. Готфрид Тревиранус, министр в отставке, увидев, что за ним пришли, перепрыгнул через ограду и бежал за границу. Герман Эрхардт, участник Капповского и Пивного путчей, спрятался в лесу с ружьём, а затем был переправлен друзьями в Австрию. Паулю Шульцу (одному из реорганизаторов СА после бунта штурмовиков под руководством Штеннеса, но не члену СА) удалось, несмотря на тяжёлое ранение, полученное «при попытке к бегству», уйти от преследования и спрятаться у знакомого — контр-адмирала в отставке Любберта. Позже Гитлер выслал его из Германии.

## Значение
В ходе акции Гитлер, воспользовавшись случаем, также расправился с некоторыми политиками Веймарской республики, которые были давними оппонентами национал-социалистов. Задним числом эти убийства и аресты были легализованы специальным законом, принятым рейхстагом, где было сказано, что все действия, предпринятые «для подавления попытки государственной измены» 30 июня, 1 и 2 июля 1934 года, были законны как «вызванные государственной необходимостью». По официальной версии, фюрер «защищал рейх» от неминуемой опасности путча и выступал при этом лично как «верховный судья» Германии.

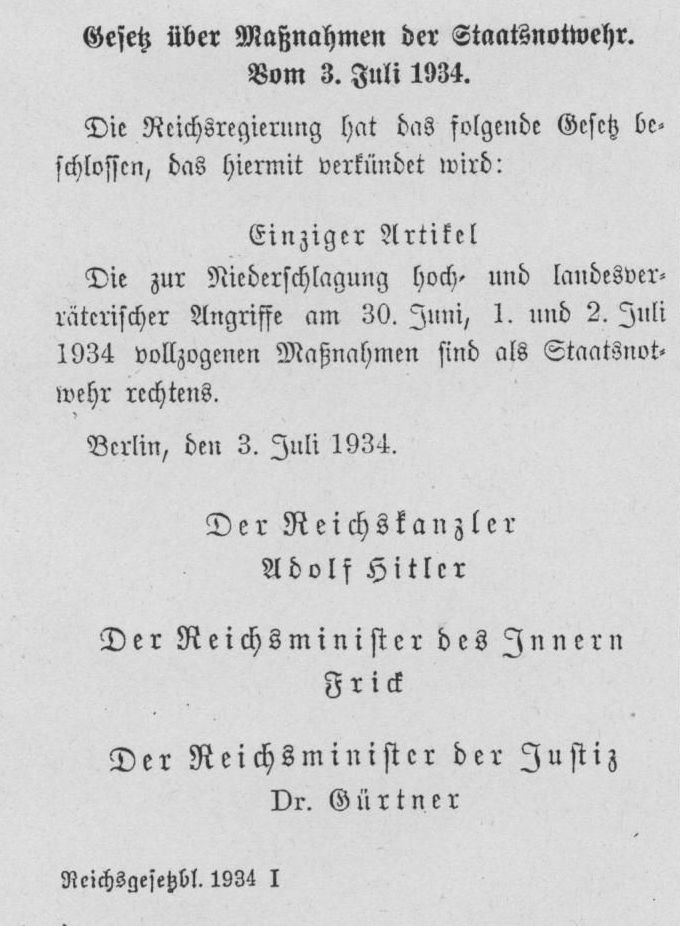
Закон о мероприятии государственной самообороны от 3 июля 1934 г.

Следствием «Ночи длинных ножей» было резкое усиление политической роли СС, СД и гестапо. 9 июля СД объявлена единственной разведывательно-информационной организацией НСДАП. 20 июля Гитлер заявил:

Учитывая большие заслуги СС, в особенности в связи с событиями 30 июня 1934 года, провозглашаю её самостоятельной организацией в рамках НСДАП.
CC было разрешено иметь свои войска.
По распоряжению Гитлера Лютце назначил Далюге ответственным за реорганизацию СА:

Возлагаю на группенфюрера СС Далюге обязанность осуществить роспуск высших органов руководства СА и приём принадлежавшего им (имущества): мебель, канцелярские материалы, автомашины и тому подобное.
Лишь в августе новое руководство СА получило самостоятельность. Были созданы комиссии по чистке рядов, которые вскоре стали собирать сведения о действиях СС в «Ночь длинных ножей». А СС и СА, как и предполагал Гиммлер, стали непримиримыми врагами.
Националистическая сторона в идеологии национал-социалистов одержала верх над социалистической. Отряды СА при этом не были окончательно упразднены; новым начальником штаба после Рёма был назначен Виктор Лютце, принимавший деятельное участие в событиях «Ночи длинных ножей», и организация просуществовала до самого краха нацистской Германии в 1945 году. Однако численность СА резко сократилась, а её политическая роль свелась практически к нулю: её задачами стали повседневная агитационная рутина, работа с молодёжью (руководитель гитлерюгенда Бальдур фон Ширах имел звание обергруппенфюрера СА), вспомогательная деятельность при охране лагерей и так далее. Не имели СА и своих войск, в отличие от СС — лишь морские части СА, благодаря связям с флотом, сложившимся ещё в эпоху фрайкора; СА-штандарт «Фельдхернхалле», созданный в 1934 году, постепенно перешёл в подчинение Герману Герингу.

## «Ночь длинных ножей» в искусстве, упоминания, аллюзии и т. п
- Юкио Мисима написал о событиях июня 1934 года драму в трёх действиях «Мой друг Гитлер» (1968).
- Сюжетная линия повести Стругацких «Трудно быть богом» (1964) с «серыми» штурмовиками и их истреблением является аллюзией на деятельность и гибель СА. Протагонист Румата размышляет о лидере «серых» Цупике, как об аналоге Рёма.
- «Путч Рёма» — художественный фильм (ФРГ, 1967), режиссёр Аксель Эггебрехт.
- Свою версию событий изложил Бен Элтон в романе «Два брата» (2012).
- «Фронт без пощады» (ГДР), 2-я серия «Смерть на вилле» — расстрел группы руководителей СА.
- Описана в последних главах романа Ричарда Хьюза «Деревянная пастушка», 1973 (предыстория — в его же романе «Лисица на чердаке», 1961, где действие начинается в 1923 году).
- В фильме «Гибель богов» показана сцена расправы СС над штурмовиками в Бад-Висзе.
- В фильме Юрия Мамина «Бакенбарды» (1990) происходит действие, названное его зачинщиками («пушкинистами») «Ночью длинных тростей».
- Название «Ночь длинных ножей» носит фильм (криминальная драма) Ольги Жуковой 1990 года.
- Телефильм «Гитлер: Восхождение дьявола» завершается сценой «Ночь длинных ножей».
- Песня «Nazi Rock» Сержа Генсбура начинается со слов: «Voici venir la nuit des longs couteaux» (фр. Наступает ночь длинных ножей).
- В альбоме англо-австралийского коллектива AC/DC «For Those About to Rock (We Salute You)» (1981) присутствует трек под названием «Night of the Long Knives» (в переводе — «Ночь длинных ножей»). Треки с аналогичным названием присутствуют также в альбоме World Funeral (2003) шведских блэк-металлистов Marduk и в альбоме Еnvenomed (2000) американских дэт-металлистов Malevolent Creation.
- В репертуаре группы Д.И.В. есть песня «Ночь длинных ножей».
- В репертуаре группы П. Т. В. П. есть песня «Ночь длинных ножей».
- В 2012 году группы Thule-Orden и Vril-Orden выпустили сплит под названием «Night of the Long Knives».
- В 1999 году группа Death in June выпустила альбом «Operation Hummingbird» (в переводе — «Операция „Колибри“»). К тому же, само название коллектива Death in June («Смерть в июне») происходит от событий 30 июня.
- Событие метафорически упоминается в песне «Night of the Long Knives» британской арт-рок группы Everything Everything, вышедшей в 2017 году.
- В альбоме 2009 года «Von Rov Shelter» норвежской блэк-метал группы Slagmaur есть песня «Lange knivers natt» (в переводе с норвежского — «Ночь длинных ножей»).
- Упоминается в песне «Хайль фюрер», исполняемой группой Коррозия металла.
- «Ночь Длинных Баллад» — альбом российской группы Sonic Death в стиле гаражный рок.
- «Ночь длинных ножей» упоминается в романе Клауса Манна «Мефистофель: история одной карьеры» (1936).
- «День длинных ножей» — израильское именование ливанской Резни в Сафре 7 июля 1980.
- «Ночи длинных ковшей» — народное название массовых акций по сносу якобы «самостроя» в Москве[26][27][28][29][30][31].
- «Ночь длинных рук»[32] — Новогодние нападения на женщин в Германии в ночь с 31 декабря 2015 на 1 января 2016 года.
- Игровое задание «Долгая ночь» в компьютерной игре «Ведьмак 3: Дикая Охота — Кровь и вино» в оригинале называется «The Night of Long Fangs» — «Ночь длинных клыков», что является аллюзией на Ночь длинных ножей.
  - В свою очередь, в книжном первоисточнике игр — серии романов о Ведьмаке Анджея Сапковского — упоминается «Ночь ножей и факелов», реставрация королевской династии Тиссенидов на троне королевства Ковира и Повисса, сопровождавшаяся расправой над узурпаторами трона.
- Советский писатель Николай Шпанов отразил события в романе «Поджигатели».